# Лорен Фуше
Лорен Фуше (на френски: Lorraine Fouchet) е френска лекарка, сценаристка и писателка на произведения в жанра драма.

## Биография и творчество
Лорен Фуше е родена на 22 октомври 1956 г. в Ньой сюр Сен, Франция. Тя е единственото дете на Кристиан Фуше, бивш министър на генерал дьо Гол, починал от инфаркт през 1974 г. Израства в двуезично семейство (френски и английски), а също така научава руски, латински и италиански. Учи в Копенхаген, а средното си образование лицея La Folie Saint-James. Първоначално се записва в юридическия факултет в Нантер, но по препоръка на баща си, малко преди смъртта му, се прехвърля в медицинския факултет на университетската болница за лечение на деца в квартал „Некер“ на Париж, където завършва през 1982 г.
След дипломирането си, в продължение на петнадесет години работи като спешен лекар към Служба за спешна медицинска помощ на Париж, в центровете на Europ Assistance и SOS Médecins Paris, както и лекар в Парижките театри. През 1996 г. напуска работата си и се посвещава на писателската си кариера.
Заедно със следването и работата си, през 1977 г. започва да пише романи. Първият ѝ роман „Жана, бездомната“ (Jeanne, sans domicile fixe) е издаден през 1990 г.
През 1996 г. е издаден романа ѝ „Спешно“ (De toute urgence), който получава наградата на Littré на групата писатели медици. През 2001 г. романът е екранизиран в едноименния телевизионен филм с участието на Матилда Мей, Нилс Таверние и Ева Дарлан.
Получава множество литературни награди, включително наградата „Littre 1997“ за De toute urgence, наградата Anna-de-Noailles на Френската академия 1998 г. за Château en Champagne, наградата на Запада и наградата на Бретан за Entre ciel et Lou.
В продължение на няколко години интервюира писатели за рубриката „Въпросник на Лорейн Фуше“ на списание Changer tout.
Лорен Фуше живее в департамент Ивлин, на остров Гроа в департамент Морбиан (където има малка къща), и в Рим.

## Произведения
- Jeanne, sans domicile fixe (1990)
- Taxi Maraude (1992)
- De toute urgence (1996) – награда Littré на групата писатели медици
- Château en Champagne (1997) – награда Anna-de-Noailles на Френската академия
- Le Phare de Zanzibar (1998)
- Le Talisman de la félicité (1999)
- 24 heures de trop (2002)
- L'Agence (2003) – награда на пресата
- Le Bateau du matin (2004)
- Nous n'avons pas changé (2005)
- Place Furstenberg (2007)
- Une vie en échange (2008)
- Le Chant de la dune (2009
- La Mélodie des Jours (2010)
- Couleur champagne (2012)
- J'ai rendez-vous avec toi (2014)
- Entre ciel et Lou (2016) – награда Ouest, награда Bretagne, награда Les Petits Mots des Libraires
Между небето и Лу, изд.: ИК „Изток-Запад“, София (2019), прев. Венелин Пройков
- Les Couleurs de la vie (2017)
- Poste restante à Locmaria (2018)
- Tout ce que tu vas vivre (2019)
- J'ai failli te manquer (2020)

### Екранизации
- 2001 De toute urgence
- 2002 Vu à la télé